# 1. FC Hochstadt
Der 1. FC Hochstadt (offiziell: 1. Fußball-Club 1911 Hochstadt e.V.) ist ein Sportverein aus Maintal im Main-Kinzig-Kreis. Die erste Fußballmannschaft spielte zwölf Jahre lang in der höchsten Amateurliga Hessens.

## Geschichte
Der Verein wurde im Jahre 1911 gegründet. 22 Jahre später schlossen sich die Mitglieder des als Arbeitersportverein verbotenen Freien Turnvereins Hochstadt dem 1. FCH an, der ein Jahr später mit dem 1887 gegründeten Turnverein Hochstadt zur Turn- und Sportgemeinde 87/11 Hochstadt fusionieren musste. Diese wurde mit dem Ende des Zweiten Weltkrieges aufgelöst und als Sportgemeinschaft Hochstadt neu gegründet. Im Jahre 1954 kam es zur Aufspaltung in den 1. FC Hochstadt und dem TV Hochstadt.
Jahrzehntelang spielte der 1. FC lediglich auf Kreisebene, ehe die Mannschaft 1967 nach zwei Aufstiegen in Folge die Gruppenliga Hessen-Mitte erreichte. Dort wurden die Hochstädter mit einem Punkt Rückstand auf den TuS Naunheim Vizemeister. Ein Jahr später folgte die Meisterschaft und der Aufstieg in die Amateurliga Hessen. Etwa 4.500 Zuschauer verfolgten den entscheidenden 4:2-Sieg der Hochstädter über den FC Hanau 93. Zudem stellte der 1. FCH mit Gerhard Kraft, der alleine 42 Tore erzielte, den Torschützenkönig der Gruppenliga. In der Amateurliga konnte sich die Mannschaft schnell etablieren und erreichte in der Saison 1972/73 mit Platz vier den sportlichen Zenit.
In der zweiten Hälfte der 1970er Jahre geriet der Verein immer mehr in die Abstiegszone. Schließlich folgte 1981 der Abstieg in die Landesliga. Nach zwei Abstiegen in Folge war der 1. FCH 1984 in der Kreisliga A angekommen. Zwei Jahre später kehrte die Mannschaft in die Bezirksliga zurück und trug in Colombo ein Freundschaftsspiel gegen die Sri-lankische Fußballnationalmannschaft aus, welches 2:2 endete. In den folgenden Jahren pendelte der Verein zwischen Bezirksoberliga und Bezirksliga und kehrte in der Saison 2002/03 kurz in die Landesliga zurück. Seitdem spielt der Verein in der Gruppenliga Frankfurt-Ost.

## Persönlichkeiten
| - Thomas Kloss - Wilfried Kohls - Gerhard Kraft | - Hans Nowak - Alfred Pfaff | - Birgit Prinz - Jürgen Strack |